# Scaptesyle monogrammaria
Scaptesyle monogrammaria är en fjärilsart som beskrevs av Walker 1862. Scaptesyle monogrammaria ingår i släktet Scaptesyle och familjen björnspinnare. Inga underarter finns listade.